# Samantha Carpenter
Samantha Carpenter es un personaje ficticio de la franquicia de películas Scream, creado por Kevin Williamson e interpretado por Melissa Barrera. Es protagonista de Scream (2022) y su secuela Scream VI (2023).

## Biografía

### Primeros años
Samantha Carpenter fue concebida en 1996, un mes antes de los asesinatos de Woodsboro, siendo procreada como resultado de una aventura que su madre, Christina Carpenter, tuvo a espaldas de su novio de la secundaria y eventual esposo, el señor Carpenter. Nació el 19 de mayo de 1997. Cinco años después, su madre se embarazo nuevamente y dio a luz a su media hermana menor, Tara Carpenter.
Un día cuando tenía 13 años, mientras buscaba regalos de Navidad en el ático de su casa, encontró los viejos diarios de su madre que revelaban que ella era, de hecho, la hija de Billy Loomis, el asesino original de Woodsboro. Sam quedó impactada por esta revelación y le exigió una explicación a su madre, sin saber que su padre estaba escuchando y producto del enfrentamiento abandonó a la familia. Después de descubrir quién era su padre, Sam comenzó a drogarse y a cometer crímenes, llamando la atención de la ayudante del sheriff, Judy Hicks, cuyo hijo Wes solía cuidar, junto con Chad y Mindy Meeks-Martin, la sobrina y el sobrino gemelos de Randy Meeks. Cuando comenzó su primer año en Woodsboro High, se cruzó con una estudiante popular de último año, Kirby Reed, y ambas formaron una amistad a pesar de sus diferencias de edades.
Al cumplir 18, Sam decidió irse de Woodsboro, abandonando a su madre y a su hermana. Se mudó a Modesto, California y consiguió un trabajo en una bolera. Seis meses antes del tercer asesinato de Woodsboro, comenzó una relación con Richie Kirsch. Además, empezó a tomar medicamentos antipsicóticos para afrontar la verdad de su paternidad. A pesar de la medicación, todavía sufría alucinaciones con su padre biológico.

### Scream (2022)
Cinco años después de dejar la ciudad, su hermana Tara es atacada por Ghostface. La alguacil Wes Hicks le informó lo sucedido, por lo que junto a su novio Richie, decide regresar a Woodsboro. Al llegar al hospital donde Tara se encuentra, se disculpa con ella por haberla dejado y acepta quedarse en la ciudad. Esa misma noche en el hospital, sufre una alucinación con su padre Billy, antes de ser atacada por Ghostface, de quien logra escapar. Tras lo sucedido, le revela a su hermana la verdad del porque se fue, lo que provoca que esta se enoje y le pida que se vaya. 
Posteriormente, va en busca de ayuda con Dewey Riley, quien les explica las reglas del como sobrevivir a los ataques de Ghostface. En un inició Dewey se comporta indiferente, pero termina decidiendo ayudarla a combatir al asesino. Cuando ella, Richie, y Dewey se reúnen en la casa del difunto Randy Meeks con los amigos de Tara. Mindy, sobrina de Randy, deduce que el asesino está intentando crear una «recuela» - un reinicio/secuela - de Stab 8, una película sobre los asesinatos de Woodsboro que recibió malas críticas entre los fanáticos y es una secuela generalmente odiada. Ante esto, se dan cuenta de que el asesino probablemente sea un seguidor de Stab que está usando a Sam y a Tara para hacer su propia película. Están utilizando a Tara y sus amigos como la nueva generación y usando la conexión de Sam con Billy Loomis como una forma de entrelazar los personajes heredados, Sidney, Dewey y Gale, en la historia. Sam se enoja cuando la acusan de ser la asesina y se va. Mientras conduce, tiene otra alucinación de Billy y evita por poco un accidente automovilístico fatal.
Después de que matan a Judy y Wes, Sam llega a la escena y se entera de sus muertes. Una camioneta de noticias se detiene y una mujer se acerca a Samantha en busca de información. Se revela que es Gale Weathers. Luego, Sam ve al ayudante Vinson en la escena del crimen, a pesar de que debería estar cuidando a Tara en el hospital y ella regresa corriendo para salvar a su hermana, con Dewey uniéndose a ella. Son capaces de distraer al Asesino el tiempo suficiente para tomarlo desprevenido, sin embargo, Dewey despide a las hermanas y se prepara para matar a Ghostface de una vez por todas, lo que resulta en su propia muerte.
Sam decide que es hora de dejar Woodsboro e ignora la solicitud de ayuda de Sidney Prescott. En el camino, Tara se da cuenta de que olvidó su inhalador y se detienen en la casa de Amber para conseguir otro, sin saber que la casa de Amber es 261 Turner Lane, la antigua casa de Stu Macher. Llegan a tiempo para interrumpir a Ghostface mientras intenta matar a Chad Meeks-Martin y cancelan la fiesta.
Después de que Mindy es atacada, estalla una discusión entre el grupo que resulta en que Amber Freeman se desenmascare como uno de los asesinos. Richie y Sam huyen al sótano para esconderse y Richie deduce que Tara puede ser el otro asesino, lo que hace que Sam lo abandone. Encuentra a Tara atada arriba y duda en desatarla. Sidney y Gale llegan a la casa y finalmente se revela que el otro asesino no es otro que Richie.
Él y Amber revelan que están intentando hacer una nueva película de Stab después del fracaso de Stab 8 y señalan a Sam como el asesino, ya que ella es la hija de Billy Loomis. Amber va a agarrar a Tara para poder acabar con ella juntos, sin embargo, se revela que Sam la desató y Tara se burla de ellos con una llamada telefónica. Amber busca a Tara quien salta y la ataca. Samantha luego pelea con Richie mientras Amber regresa a la cocina donde Sidney y Gale se unen para atacarla, y juntas logran matarla prendiéndole fuego. 
Mientras tanto, cuando Richie estaba a punto de apretar el gatillo y matar a Sam, ella reacciona diciendolé que nunca se meta con la hija del asesino, para posteriormente apuñalarlo en las mejillas, y otras 22 veces más, antes de finalmente matarlo cortándole la garganta. Sidney le advierte que los asesinos siempre regresan, por lo que Sam le dispara tres veces para rematarlo. Amber, con quemaduras, revive y se levanta con un cuchillo en la mano dispuesta a atacar, pero Tara la detiene matándola al dispararle en la cabeza. 
Tras todo lo sucedido, Tara, Mindy y Chad, aún vivo, son llevados al hospital y Sam agradece a Gale y Sidney por su ayuda. Samantha le pregunta a Sidney si estará bien. Sidney, sabiendo que pasó por cosas similares, le responde con una leve sonrisa: «algún día». Mientras Sam se prepara para irse en la ambulancia con Tara, ella alucina a Billy parado detrás de ella una vez más, lo que indica que todavía la persigue y seguirá atormentándola.

### Eventos posteriores
Después de los asesinatos, Sam dejó de sufrir alucinaciones con Billy y trató de llevar una vida normal. Christina cortó lazos con ella por haberle revelado la verdad sobre su padre biológico a Tara. Cuando Tara se graduó de Woodsboro High, se inscribió a la Universidad Blackmore y se mudó a Nueva York, y dado que a Sam no le quedaba nada en Woodsboro y estaba preocupada por la seguridad de su media hermana, la siguió hasta allí, aceptando «dos trabajos de mierda» para ganarse la vida.
Sam también comenzó a lidiar con las consecuencias del nuevo libro de Gale, Requel: Terror Returns To Woodsboro, que presentaba a Sam como una psicópata, provocando que una nueva comunidad en línea la acusara a ella de haber sido el verdadero cerebro de los asesinatos en Woodsboro de 2022, y haber incriminado a Richie y Amber.
Al no poder solventar sus gastos por sí mismas, las hermanas pusieron un anuncio buscando una compañera de cuarto y fueron contactadas por Quinn Bailey, una estudiante «sexualmente positiva», que pronto se mudó con ellas. Lo que no sabían era que en realidad era la hermana de Richie y estaba planeando vengarse de ellas junto con su padre, Wayne Bailey, y su hermano, Ethan Landry, quien había sido asignado como el compañero de cuarto de Chad. Además, Sam entabló una relación romántica con su vecino, Danny Brackett, algo que quería mantener oculto y que no molestaba a Danny.

### Scream VI (2023)
La misma noche en que un nuevo asesino de Ghostface mata al estudiante Jason Carvey de la Universidad de Blackmore, Sam asiste a una sesión de terapia con su nuevo terapeuta, el Dr. Stone, donde le cuenta que no tiene alucinaciones con Billy Loomis pero que siente que todavía hay oscuridad dentro de ella, pues cuando estaba apuñalando a Richie hasta la muerte, «se sentía bien». Esto incomoda al Dr. Stone, quien termina la sesión y revela que tiene que compartir dicha información con la policía. Sam sale corriendo de la casa del terapeuta y le dice que él es igual al resto de los que la juzgan.
Regresa al departamento que comparte con Tara y Quinn, y se sorprende al ver que Tara no está ahí. Quinn, que recibe a uno de los muchos hombres que suele recibir, le dice que Tara fue a una fiesta de fraternidad con Chad, Mindy, Anika Kayoko, y Ethan. Sam, que ha estado cuidando de su hermana desde que llegó a Nueva York, va a la fiesta donde encuentra a un estudiante, Frankie, que intenta aprovecharse de Tara, por lo que le pone una pistola taser en los testículos. En el camino de regreso a su apartamento, Sam y Tara discuten acerca de que Sam no puede dejar de lado lo que sucedió en Woodsboro y luego esta última es emboscada por estudiantes que creen en la conspiración en la que ella incriminó a Richie.
Regresan a su apartamento y Sam pasa un tiempo sola en el vestíbulo. Cuando Danny regresa a casa, se besan en secreto antes de que ingrese otro residente. Sam vuelve arriba y un informe de noticias da a conocer sobre el asesinato de Jason. Sam le pide a Quinn que llame a su padre, el detective Bailey, y él le informa que su licencia de conducir fue encontrada en la escena del asesinato de Jason y que debe ir a la estación de policía para ser interrogada. A pesar de su desgana, Sam permite que Tara la acompañe.
En el camino, Sam recibe una llamada del antiguo número de teléfono de Richie y cuando ella responde, es Ghostface al otro lado de la línea. Amenaza a la hermana y luego les tiende una emboscada desde un callejón. Lo evaden y se topan con una bodega a la que Ghostface los sigue. Ghostface mata a varios clientes. El dueño de la bodega les dice que salgan por atrás e intenta dispararle a Ghostface con una escopeta. Sam y Tara le piden al dueño las llaves para escapar y mientras las agarra, Ghostface salta y lo apuñala en el corazón, luego toma la escopeta y mata al dueño. Acecha a las chicas a través de la Bodega y ellas logran escapar, dejando atrás la vieja máscara de Ghostface de Jill Roberts y Charlie Walker.
Wayne entrevista a las hermanas en la estación de policía, pero la entrevista es interrumpida por la llegada del agente del FBI y superviviente de Woodsboro, Kirby Reed, y se revela que Kirby y Sam eran amigos en Woodsboro High, a pesar de su diferencia de edad. Las hermanas abandonan la comisaría y son emboscadas por periodistas, incluido Gale. Sam y Tara discuten con Gale y ambos intentan golpearla en la cara, y Tara lo logra. Se van en un taxi y Gale les dice que Sidney no vendrá a Nueva York. Se reúnen con el resto del grupo en el campus de la Universidad donde Mindy explica las reglas de la nueva película y su lista de sospechosos. Sam y Tara se ofrecen a hospedar a todos en su apartamento para que puedan estar juntos y seguros en grupo.
Los supervivientes tienen una conversación sincera entre ellos y Chad los apoda los "cuatro principales". Luego, Sam confiesa que está saliendo con Danny e ignora su llamada telefónica posterior cuando él intenta advertirle que Ghostface está en la habitación de Quinn. Escuchan gruñidos y gritos provenientes de la habitación de Quinn e inicialmente creen que es Quinn teniendo relaciones sexuales, pero pronto se dan cuenta de que es siniestro y el cuerpo "muerto" de Quinn es arrojado por la puerta. Tara y Chad escapan por la puerta principal y Sam, Mindy y Anika se ven obligados a subir una escalera entre su apartamento y el de Danny, lo que provoca la muerte de Anika después de que Ghostface voltea la escalera mientras ella la cruza.
A la mañana siguiente, Gale se reconcilia con el grupo y los lleva a un teatro abandonado que está registrado a nombre de Jason. En el interior hay un santuario dedicado a Ghostface, que contiene sus viejos trajes y máscaras y varias prendas y recuerdos de Stab. Sam y Gale tienen una conversación sincera sobre el hecho de que Christina separó a Sam y su deseo de volver a tener una familia, y Gale le dice que todavía puede tener una familia incluso si es solo con una persona. Wayne comparte una idea que tiene sobre cómo capturar a Ghostface y hace que Sam y Tara caminen por un parque, mientras él los vigila, mientras Kirby rastrea una llamada telefónica de Ghostface que espera que se active cuando Sam y Tara estén en público. Funciona y Sam recibe una llamada y la rastrean hasta el ático de Gale en el Upper East Side.
Sam y Tara roban el coche de policía de Wayne y corren hacia el ático de Gale, donde llegan justo a tiempo para interrumpir a Ghostface antes de acabar con Gale. Sin embargo, cuando Gale se desmaya, les pide que le digan a Sidney que Ghostface nunca la atrapó. Luego, Gale es llevada al hospital con un pulso débil y se desconoce su destino. Los cuatro principales van al hospital, con Ethan, para esperar noticias sobre Gale y Tara, luego se les ocurre un plan para atrapar a Ghostface en el santuario para poder matarlo. Wayne acepta el plan y les dice que viajen en público. El grupo va al metro, pero se separa de Mindy y Ethan, quienes son retenidos por los viajeros. En el metro, Sam se da cuenta de que varios viajeros usan disfraces de Ghostface y se pone nervioso cuando uno de ellos se acerca siniestramente a ellos, sin embargo, desembarcan sin problemas.
Llegan al santuario y Sam despide a Danny, ya que anteriormente le había dicho a Sam que no debería confiar en nadie, ni siquiera en él. Entran al santuario y Sam vuelve a alucinar a Billy, quien le dice que saque su cuchillo de la vitrina de cristal en la que se encuentra para poder luchar, y Sam accede. Luego se da cuenta de que la puerta ha sido encadenada y recibe una llamada de Wayne, quien le dice que Kirby fue despedida del FBI debido a su salud mental y que se vuelven contra Kirby. Sam, Tara y Chad huyen de Ghostface y luego luchan contra él, y cuando Chad retiene a Ghostface para dejar que Sam y Tara corran, aparece un segundo Ghostface y los dos apuñalan a Chad y lo dejan por muerto. Sam y Tara regresan al teatro y los dos Ghostface los acorralan y se preparan para pelear. Kirby sale y revela que los dos Ghostface la noquearon y luego Wayne aparece y le dispara a Kirby, revelándose como el asesino.
Los dos Ghostface se desenmascaran, revelándolos como Ethan y Quinn, y revelan que todos son familia de Richie, siendo sus hermanos y su padre, y que quieren venganza contra Sam por matarlo. Sam y Tara evaden al trío y huyen al piso de arriba donde Tara se desliza de la barandilla. Sam la abraza mientras Ethan la apuñala desde abajo, y Tara le dice a Sam que tiene que dejarla ir, por lo que Sam le da el cuchillo a Tara Billy y la suelta y Tara cae al suelo y apuñala a Ethan. Quinn sube al segundo piso e intenta tenderle una emboscada a Sam, pero Sam le dispara en la cabeza y la mata.
Wayne luego la ataca y los dos salen volando del borde de la barandilla y caen al suelo. Wayne queda inconsciente y cuando se despierta recibe una llamada de Tara (usando el teléfono de Sam), quien usa la voz de Ghostface para burlarse de él. Luego, Sam emerge detrás de él con la vieja máscara y bata de Billy y usa el cuchillo de Billy para apuñalar a Wayne hasta matarlo cuarenta veces y una vez en el ojo. Danny aparece con los agentes de policía a quienes llamó para pedir ayuda y les dice que Mindy y Gale sobrevivieron a sus heridas. Con los asesinatos llegando a su fin una vez más, Sam observa cómo llevan a Kirby a una ambulancia y le dice a Sam que la llame si alguna vez necesita algo. Son testigos de cómo sacan a Chad del teatro, todavía vivo, y lo abrazan como los cuatro principales.
Mientras se llevan a Chad, Sam revela que todavía tiene la máscara de Billy en su chaqueta, pero luego la deja caer al suelo mientras se aleja con Tara y Danny.

## Casting y eventos posteriores
En agosto de 2020, fue elegida junto a Jenna Ortega para unirse a la franquicia de Scream, en lo que en ese entonces eran papeles aún no revelados.
En noviembre de 2023, se reportó que Barrera no retomaría el papel en la séptima entrega de la franquicia de Scream, Scream 7, debido a su despido de la producción por sus publicaciones en redes sociales en apoyo a Palestina, que fueron interpretadas por los productores de Spyglass Media Group como antisemitas.